# Passepartout

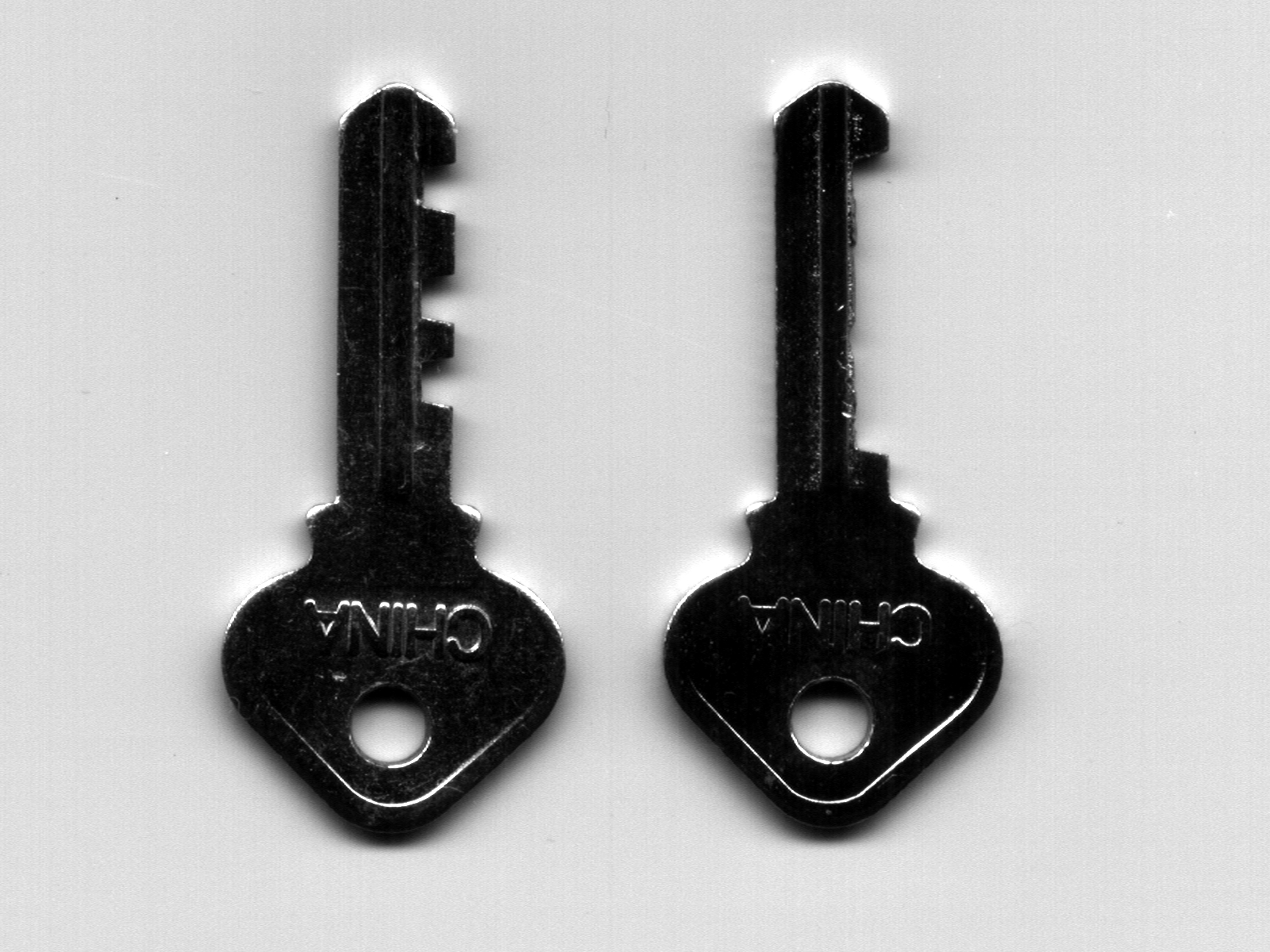
Un passepartout che può aprire qualsiasi serratura (a destra), rispetto a una chiave normale che può aprire solo la serratura per la quale è stata realizzata (a sinistra).

Un passepartout, (anche riportato con la grafia passe-partout) o chiave universale è un tipo di chiave, scheda magnetica o altro dispositivo in grado di aprire numerosi tipi di serrature.
"Passepartout" è una parola macedonia composta dai lemmi passe ("passare") e partout ("ovunque") e si presume che ebbe origine in Francia durante gli anni 1670.  In senso figurato, il termine "passepartout" indica un modo per ottenere ciò che si desidera o per risolvere un problema.
Quando il passepartout viene utilizzato per aprire le porte di un albergo, esso prende il nome di comunella.